# Ansys Parametric Design Language
Ansys Parametric Design Language (APDL) ist die Skriptsprache des Ansys-Lösers und Interpreters, der etwa um 2010 zu MAPDL (Mechanical APDL) umbenannt wurde.

## Syntax-Beispiel

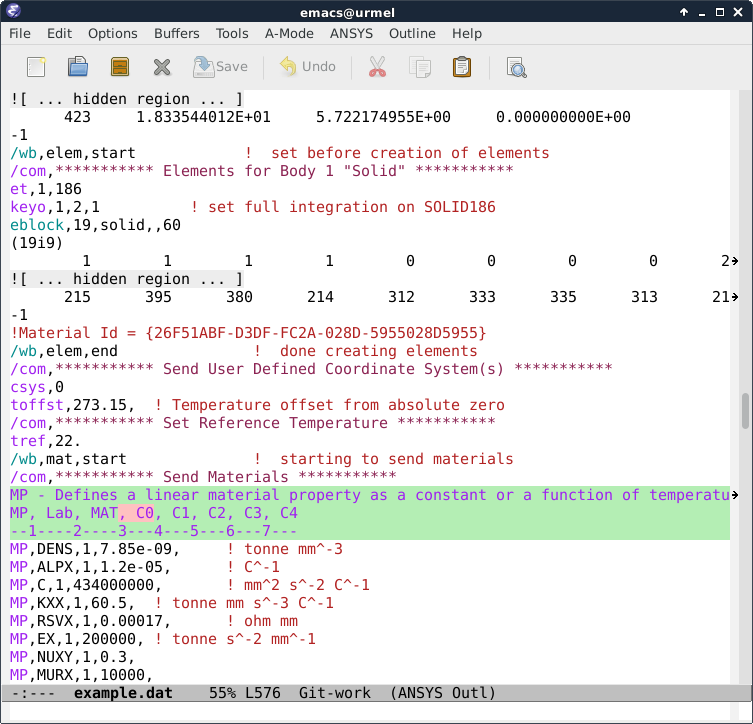
Beispiel von APDL (mit Syntaxhervorhebung im Emacs-Editor)

Die Parameter der APDL-Befehle werden durch Kommas getrennt.
```
! Das Ausrufungszeichen dient als Kommentarzeichen

/com,Dies ist eine kommentierte Ausgabe

/prep7 !Starte den Präprozessor

block,0,1,0,1,0,1 !Erzeuge einen Quader

```

## Kritik
Die Sprache ist von John A Swanson in der Zeit der Lochkarten entwickelt worden und enthält eine Anzahl von Eigentümlichkeiten und Einschränkungen.
- Es wird nicht zwischen Groß- und Kleinschreibung unterschieden.
- „Character Parameter“ dürfen nur 8 Zeichen lang sein (z. B. Name = 'Macro').
- Ein Variablen-Name darf nur 32 Zeichen lang sein (z. B. Dies_ist_ein_langer_Variablen_Name=3).
- Zeichenketten für einige Befehle können nur 72 Zeichen lang sein (z. B. /title, Dies ist eine Zeichenkette).
- Strings müssen als array-Parameter deklariert werden und sind auf 248 Zeichen (Ansys-Version 16) beschränkt.

## APDL-Editoren
APDL-Anweisungen in einer Datei werden auch Makro genannt. APDL-Makros können mit jedem Texteditor erzeugt und bearbeitet werden. Einfache Syntaxhervorhebung ist für einige Editore verfügbar, wie z. B. Vim, nedit, Sublime. Darüber hinaus bieten die unten aufgeführten Editore einen erheblich größeren Funktionsumfang und Hilfsmittel bei der Bearbeitung und Studium von APDL an.

### Freie Editore
- Der APDL-Mode[3] für den GNU-Emacs Editor.
- Ein weiterer freier APDL-Editor[4] scheint leider nicht mehr gewartet seit 2011

### Kommerzielle Editoren
- Der Pedal[5] Skript Editor, wird seit 2015 nicht mehr vertrieben.